# Bunpō
Bunpō (japanisch 文保) ist eine japanische Ära (Nengō) von März 1317 bis Mai 1319 nach dem gregorianischen Kalender. Der vorhergehende Äraname ist Shōwa, die nachfolgende Ära heißt Gen’ō. Die Ära fällt in die Regierungszeit des Kaisers (Tennō) Hanazono.
Der erste Tag der Bunpō-Ära entspricht dem 16. März 1317, der letzte Tag war der 17. Mai 1319. Die Bunpō-Ära dauerte drei Jahre oder 793 Tage.

## Ereignisse
- 1318 Hanazono stirbt, Go-Daigo wird neuer Tennō